# Édouard Marie Heckel
Dr. Marie Édouard Heckel ( 24 de marzo de 1843 - 20 de enero de 1916 ) fue un botánico, explorador y médico francés, director del Jardín botánico Heckel de Marsella.

## Biografía
Heckel nació en Toulon, estudió Farmacia y Medicina, y en 1861 visitó el Caribe y Australia. En 1875 fue nombrado profesor en la facultad de ciencias en Marsella, y en 1877 profesor de medicina. Se convirtió en profesor de historia natural en Nancy en 1878, y es conocido por sus estudios de plantas tropicales y su uso como plantas medicinales y en semillas oleaginosas.

## Honores

### Distinciones
- comandante de la Légion d'honneur.[1]

- 1887: Prix Barbier de la Academia de Ciencias de Francia.[2]

### Membresías
- correspondiente de la Academia de Ciencias
- Académie de médecine
- Société de géographie de Marseille
- Académie de Marseille

- La abreviatura «Heckel» se emplea para indicar a Édouard Marie Heckel como autoridad en la descripción y clasificación científica de los vegetales.[3]